# Bahía de Palma
La bahía de Palma es una bahía situada al suroeste de la isla de Mallorca, en España. Está formada por las costas de los términos municipales de Palma de Mallorca (toda), y de Calviá y Llucmajor, parcialmente. Está limitada al oeste por el cabo de Cala Figuera y al este por cabo Blanco.

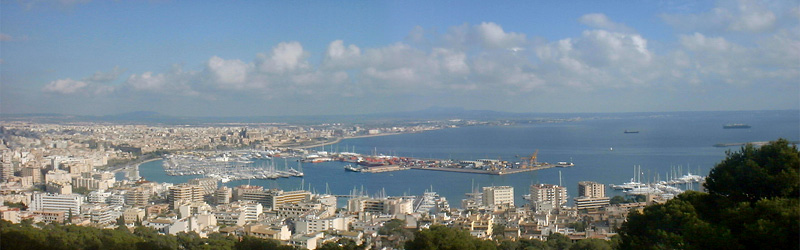
Vista de la bahía desde Palma de Mallorca.

## Cabos y calas
Los cabos y calas más importantes de la bahía de Palma de poniente a levante.
Dentro del municipio de Calviá:
- Cala Figuera
- Cala Portals Vells
- Cala Falcó
- Cala Viñas
- Magaluf
- Isla de la Porraza
- Punta de la Porraza
- Playa de Son Maties
- Punta Negra
- Cala Portals Nous
- Bendinat
- Islote de sa Torre
- Islote de sa Caleta
- Playa de ses Illetes

Dentro del municipio de Palma de Mallorca:
- Calanova
- Playa de Cala Mayor
- Portopí
- Playa de Can Pere Antoni
- Cala Gamba
- Islote de La Galera (Mallorca)
- Cala Estancia
- El Arenal

Dentro del municipio de Llucmajor:
- Cala Blava
- Cabo Enderrocat
- Cabo de Regana
- Cabo Roig